# Aytsemnik Urartu
Aytsemnik Urartu (in armeno Այծեմնիկ ՈՒրարտու?; Kars, 15 settembre 1899 – 17 dicembre 1974) è stata una scultrice armena.

## Biografia
Nata nel 1899 a Kars, nell'Armenia occidentale, studiò presso l'Università statale di cultura e arte dell'Azerbaigian e dal 1918 frequentò lo studio di pittura Lichenko a Stavropol'. Tra il 1921 e 1925 studiò presso uno studio artistico a Baku, e nel 1926 partecipò alla mostra dell'Associazione degli scultori russi (Ors) con le opere Anastan e Rest; opere firmate per la prima volta con lo pseudonimo di Urartu, dove la scultrice riprodusse la plasticità del corpo umano. Nello stesso anno si trasferì ad Erevan per promuovere la scultura realistica nazionale dell'Armenia sovietica. Urartu lavorò nel campo della propaganda monumentale dalla seconda metà degli anni '20 fino ai primi anni '30 (la statua di M. Shahumyan del 1928, non conservata), creando allo stesso tempo statue moderne come Young (1930) opera in marmo custodita alla Galleria di Stato dell'Armenia di Erevan, Commander Atoyan Division (granito, 1933) , David of Sasun (bronzo, 1935) e Anoush (marmo, 1938), entrambi presso la Galleria di Stato dell'Armenia, Almast (bronzo, 1937), che si trova presso la casa-museo Hovhannes Tumanyan di Erevan. 
Nel 1939, Urartu realizzò la scultura monumentale in basalto della Ragazza della roccia, che fu collocata all'inizio dell'autostrada Kanaker. Negli anni della Grande guerra patriottica creò opere compositive sul patriottismo e sull'eroismo del popolo sovietico, in particolare le sculture dei suoi contemporanei, Eduard Isabekyan (1942), l'artista S. Gharagyozyan (marmo, 1942), il violonista Avet Gabrielyan (1943), alla Galleria di Stato dell'Armenia, figure di intellettuali, personaggi noti come suo marito, l'accademico Ashot Hovhannisyan (bronzo, 1948) alla Galleria statale. Creò anche sculture composite come Abundance (gesso colorato, 1961) e tra le opere recenti la statua di Movses Khorenatsi (bronzo, 1962) presente a Matenadaran.
Alla sua morte, Urartu fu sepolta nel Pantheon della città di Erevan.

## Opere
- Young (marmo, 1930)
- Commander Atoyan Division (granito, 1933)
- David of Sasun (bronzo, 1935)
- Anoush (marmo, 1938)
- Almast (bronzo, 1937)
- The girl with pitcher (basalto, 1939)
- Artista S. Gharagyozyan (marmo, 1942)
- Violonista Avet Gabrielyan (1943)
- A. Hovhannisyan (bronzo, 1948)
- Movses Khorenatsi (bronzo, 1962)

## Galleria d'immagini

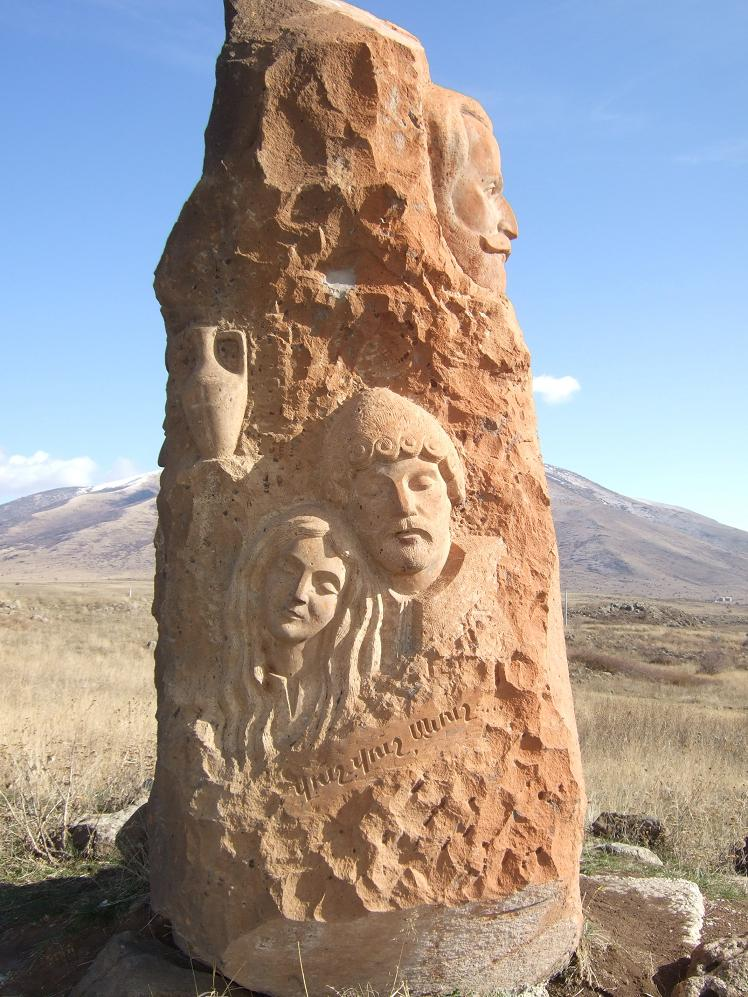
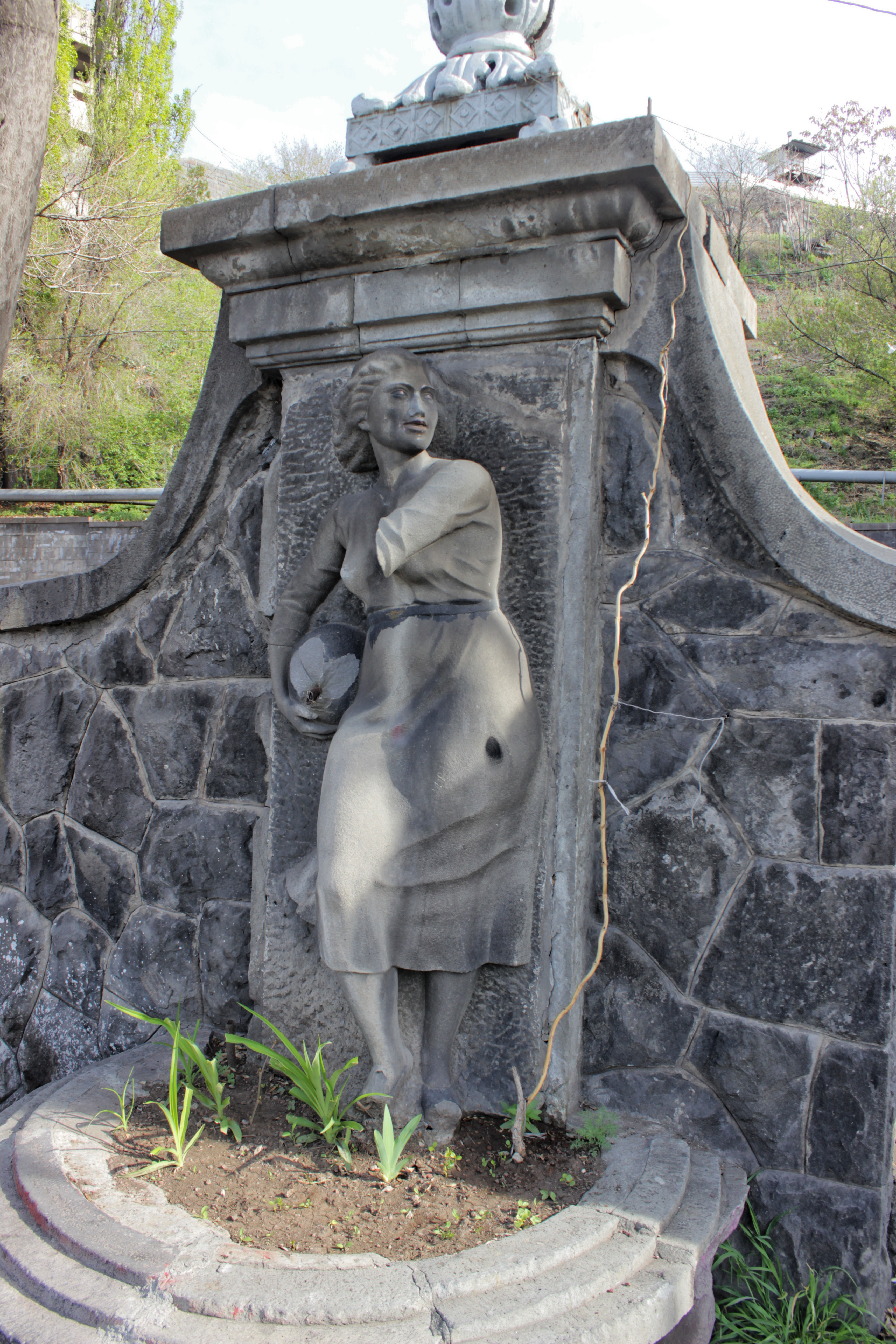